# Rainer Topf
Rainer Topf (* 19. September 1942) ist ein ehemaliger deutscher Fußballspieler, der zwischen 1962 und 1970 für den SC Chemie Halle/Hallescher FC Chemie in der DDR-Oberliga, der höchsten Spielklasse im DDR-Fußball aktiv war. 1962 wurde er mit dem SC Chemie DDR-Pokalsieger.

## Sportliche Laufbahn
Die Oberligamannschaft des SC  Chemie Halle musste zwischen März 1961 und Juni 1962 eine 39 Spiele währende Saison absolvieren, da der DDR-Fußballspieltrieb vom Kalender- auf den Sommer-Frühjahr-Rhythmus umgestellt wurde. Im letzten Drittel der Saison fielen dem Club mehrere Angriffsspieler aus, sodass auf neue bzw. junge Spieler zurückgegriffen werden musste. Unter ihnen war auch der 20-jährige Rainer Topf. Er wurde zwischen dem 31. und 37. Spieltag zweimal als Linksaußen- und einmal Rechtsaußenstürmer eingesetzt, konnte aber keine Tore erzielen. Am Saisonende stand Topf mit dem SC Chemie als Mittelstürmer im Endspiel und den DDR-Fußballpokal, das die Hallenser mit 3:1 über den SC Dynamo Berlin gewannen. Topf gehörte nicht zu den Torschützen. 1962/63 erreichte Topf bereits Stammspielerstatus, denn er absolvierte 20 der 26 Oberligaspiele und schoss auch die ersten drei Tore seiner Erstligakarriere. Er wurde durchgehend auf der rechten Sturmseite aufgeboten. Als 1963/64 mit dem Nationalspieler Horst Walter ein neuer Stürmer nach Halle kam, fiel Topf wieder aus der Stammelf heraus und kam nur noch auf neun Oberligaeinsätze, in denen er nur einmal zum Torerfolg kam. Nach Abschluss der Saison stand der SC Chemie als Absteiger aus der Oberliga fest. Am sofortigen Wiederaufstieg war Topf lediglich mit drei Spielen ohne Tor in der DDR-Liga beteiligt.
In den Spielzeiten 1965/66 und 1966/67 wurde Topf zur Bewährung an die Betriebssportgemeinschaft (BSG) Motor Ammendorf abgegeben, die zu dieser Zeit in der drittklassigen Bezirksliga Halle spielte. Bereits in der ersten Spielzeit wurde er mit den Ammendorfern Bezirksmeister, die aber in der Aufstiegsrunde zur DDR-Liga scheiterten.
Zur Saison 1967/68 kehrte Topf wieder nach Halle zurück, wo die Oberligamannschaft inzwischen als Hallescher FC Chemie antrat. In der Hinrunde kam nur zu einem Oberligaspiel, obwohl er mit einem Tor einen guten Einstand hatte. In der Rückrunde bestritt er dann von den 13 Punktspielen neun Partien. 1968/69 lief er mit fünf Oberligaspielen nur unter ferner liefen, verhalf aber der 2. Mannschaft des HFC zum Aufstieg in die DDR-Liga. 1969/70 schien es so, als könnte sich Topf wieder längerfristiger in der Oberliga etablieren. Er wurde in der Hinrunde in elf Oberligaspielen hauptsächlich als halblinker Stürmer eingesetzt und kam auch einmal als Torschütze zum Zuge. Nachdem er am Anfang der Rückrunde nur zweimal als Einwechselspieler aufgeboten wurde, spielte er für den Rest der Saison nur noch siebenmal für die 2. Mannschaft in der DDR-Liga. Nach 59 Oberligaspielen mit fünf Toren nahm Rainer Topf im Sommer 1970 Abschied vom Hochleistungssport.
Als Freizeitfußballer spielte er von 1970 bis 1979 bei der BSG Turbine Halle. 1971 verhalf er der Mannschaft zum Aufstieg in die Bezirksliga, die auch bis zum endgültigen Abschied Topfs vom aktiven Fußball gehalten werden konnte.